# Urdhwapundra

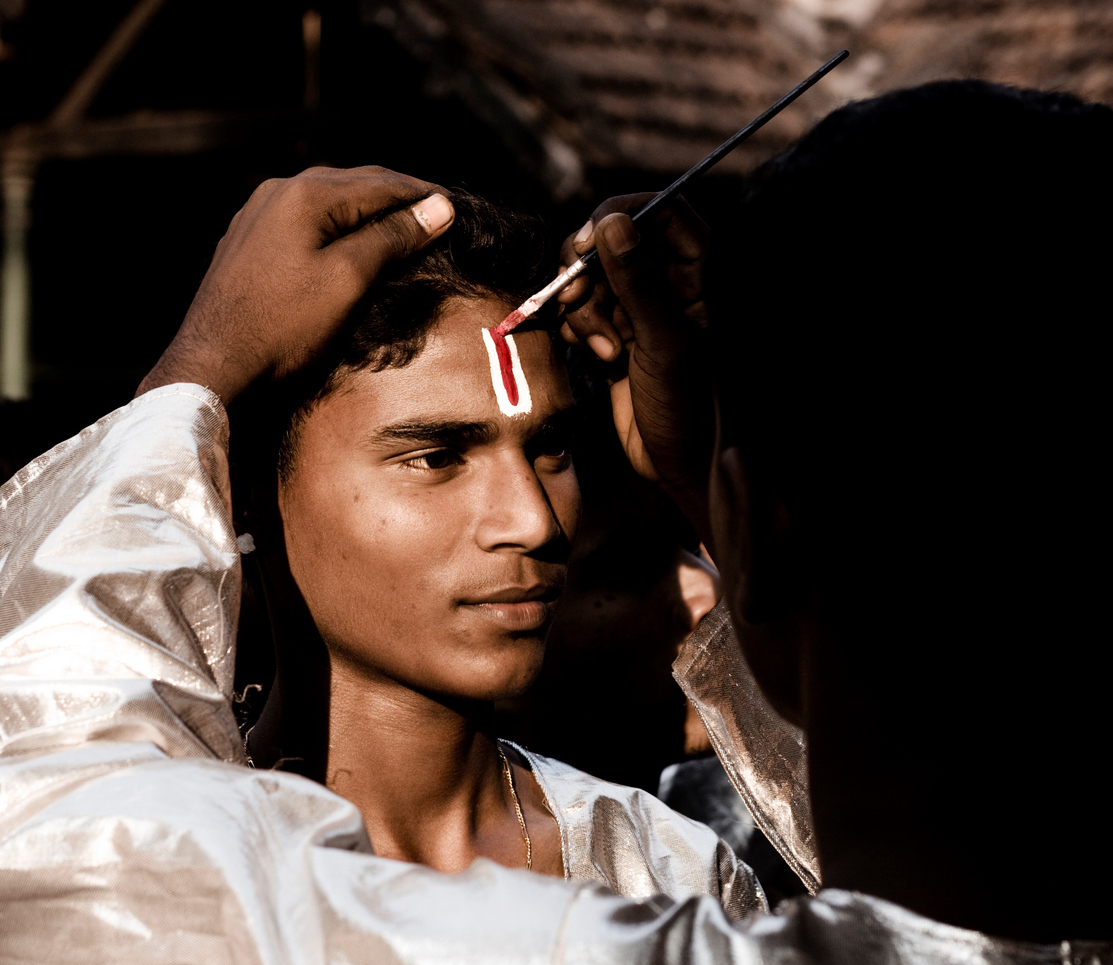
Malowanie Urdhva Pundra

Urdhwapundra – tilaka, hinduski znak religijny noszony zwłaszcza przez ascetów wisznuickich na czole. Ma kształt litery U z kropką (lub kroplą), zwaną śri w środku. Posiada wiele odmian kolorystycznych w zależności od danej tradycji. Wisznuiści gaudija nanoszą sobie dwie proste pionowe kreski złączone pomiędzy oczami. Mayavadi nanoszą trzy równoległe linie – tripundra.